# ジェームズ・ハウザー
ジェームズ・ロバート・ハウザー（James Robert Houser, 1984年12月15日 - ）は、アメリカ合衆国フロリダ州サラソータ郡サラソータ出身の元プロ野球選手（投手）。左投げ左打ち。登録名は「豪瑟」。

## 経歴
サラソータ高校を経て、2003年のMLBドラフト2巡目でタンパベイ・デビルレイズに指名を受けて契約。メジャー昇格のないまま2009年8月1日に解雇され、同年11月25日に故郷のフロリダ・マーリンズとマイナー契約。
2010年6月24日の対ボルチモア・オリオールズ戦（オリオール・パーク・アット・カムデン・ヤーズ）で、6回途中から3番手として登板しメジャーデビューを果たすものの、7回にミゲル・テハダに3ラン本塁打を浴びて苦いデビュー戦となってしまった。同年のメジャーでの登板はこの1試合のみに終わり、11月6日にFAとなった。
2011年2月1日にオリオールズとマイナー契約を交わすものの、メジャー昇格のないまま同年11月2日にFAとなった。
2012年はアメリカ独立リーグのヨーク・レボリューションとカムデン・リバーシャークス、2013年はアメリカ独立リーグのロングアイランド・ダックスでプレーした。
2014年はシーズン当初はメキシカンリーグでプレーしていたが、同年5月27日に台湾・中華職業棒球大聯盟（CPBL）のLamigoモンキーズへの入団が決まった。しかし、1軍で登板することのないまま、同年限りで退団となった。

## 詳細情報

### 年度別投手成績
| 年 度    | 球 団    | 登 板 | 先 発 | 完 投 | 完 封 | 無 四 球 | 勝 利 | 敗 戦 | セ 丨 ブ | ホ 丨 ル ド | 勝 率 | 打 者 | 投 球 回 | 被 安 打 | 被 本 塁 打 | 与 四 球 | 敬 遠 | 与 死 球 | 奪 三 振 | 暴 投 | ボ 丨 ク | 失 点 | 自 責 点 | 防 御 率 | W H I P |
| -------- | -------- | ----- | ----- | ----- | ----- | -------- | ----- | ----- | -------- | ----------- | ----- | ----- | -------- | -------- | ----------- | -------- | ----- | -------- | -------- | ----- | -------- | ----- | -------- | -------- | ------- |
| 2010     | FLA      | 1     | 0     | 0     | 0     | 0        | 0     | 0     | 0        | 0           | ----  | 9     | 1.1      | 3        | 1           | 1        | 0     | 1        | 1        | 0     | 0        | 3     | 3        | 20.25    | 3.00    |
| MLB：1年 | MLB：1年 | 1     | 0     | 0     | 0     | 0        | 0     | 0     | 0        | 0           | ----  | 9     | 1.1      | 3        | 1           | 1        | 0     | 1        | 1        | 0     | 0        | 3     | 3        | 20.25    | 3.00    |

- 2013年度シーズン終了時

### 背番号
- 48 （2010年）
- 45 （2014年）